# 链变
链变，也称链式音移、鏈式音變、链移是一个历史音系学概念，指一系列相互联系的、涉及几个音段（通常是元音）全部改变其语音现实的复杂音系变化（sound change）。在此过程中，某些音段（就位成分）移动到其他音段（离位成分）空出来的位置，并且上一音变会影响到下一音变。链变是马蒂内（Martinet）(1955)首次提出的，拉波夫（Labov）(1994)对这个问题进行了广泛的研究。
链变背后的假设观点是，一种语言中的所有音位构成了一个平衡的语音系统。因此，系统中任何一部分发生的变化都会导致其他部分的变化。在这一观点看来，语音系统被视为一个对称的系统（即音位总藏（phonemic inventory）中没有空槽）。一旦这种对称由于一些语音系统以外的原因被打破而出现一个空槽，在系统内部就会产生一种试图重建其平衡状态的压力。在这一压力之下，这一空槽就会被另外的一个音位所填补，而这也就导致该音位原有的位置又产生了一个新空槽等待其他音位来填补，由此便产生了链变现象。链变的著名实例包括格林定律、元音大推移、北方大城市元音移位等。

## 分类
链变可以分为拉变链（也称拉链，英语：或）和推变链（也称推链）两类。变化过程从发音维度的上端或前端开始，链上留出的空槽由其他音从下面拉上来填充，这种链变就是拉变链。变化过程从链的下端或后端开始，每个音将下一个音“推”出原来的位置，这种链变就是推变链。

### 拉变链
在拉变链中，当一个语音变化使音位总藏中产生了一个空槽时，这一变化就会通过将语音系统里的其他音位拉向空槽的方式将空槽填补上，而这就形成了第二次语音变化。如果在这次变化之后又产生了一个新空槽，那么这种拉向空槽的过程就会继续下去，导致一系列相互联系的语音变化。

### 推变链
在推变链中，一个音位移向另一个音位的语音槽，并可能导致两个语音间的区别丢失。然而，为了分辨不同单词的需要，语音系统内部始终存在着一种压力，以使语音差异得到保持。在这种压力的作用下，发生变化的语音会将原来处在这个位置的语音推出语音槽，以防止两个语音发生混淆和冲突。如果该语音把原有的语音推向了另一个原本有语音占据的语音槽，后者基于相同的原因也必须要发生移动，由此便会形成一次链变。

## 对元音大推移的两种观点
英语在公元1500年前后的大约200年的历史中，发生过从中古英语向近代英语变化的“元音大推移”。
对元音大推移的解释之一是：元音大推移是一个拉变链。有些语言学家认为，元音大推移始于单元音/iː/、/uː/两个音位分别变为双元音/əɪ/和/əʊ/，并使其原来的位置出现了空槽（如图1a所示）。第二阶段，/eː/和/oː/被拉向这两个空槽，因而它们的舌位得以升高并将空槽填上（如图1b所示）。在最后一个阶段，剩余的三个元音/ɛː/、/ɔː/和/aː/的舌位也顺次升高并将空槽依次填满。
|  |  |

卡尔·路易克（Karl Luick）把元音大推移视为一个推变链。链变的起因是中元音/eː/和/oː/的舌位升高，这一舌位升高过程导致/eː/、/oː/将/iː/、/uː/两个音位推出语音槽（如图2a所示）。接着，剩下的低元音被拉向空槽，舌位也因此发生了高化（如图2b所示）。
|  |  |